# Cuadernos de quejas

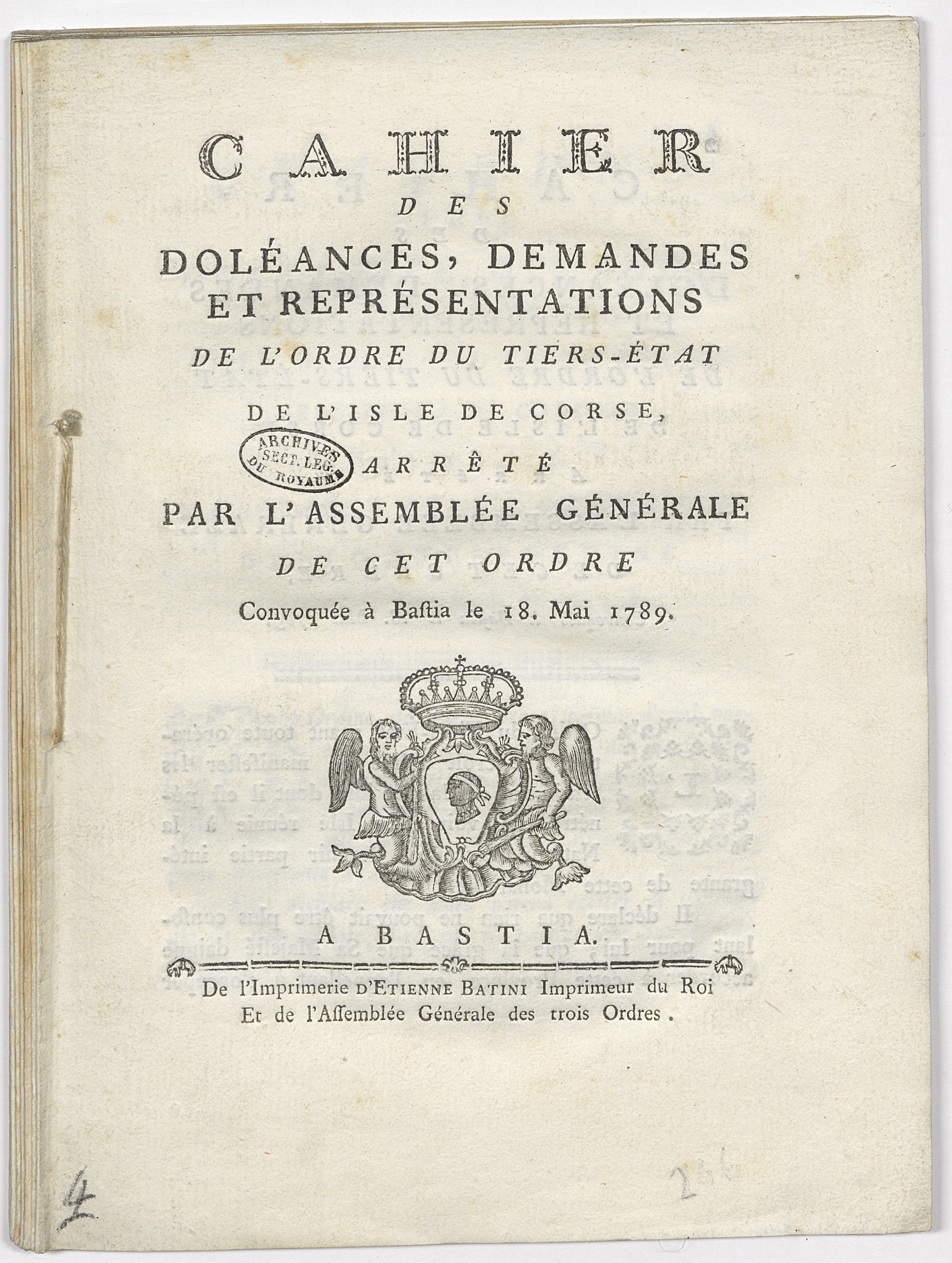
"Cuaderno de quejas, solicitudes y representaciones de la orden del tercer estado de la isla de Córcega, decretada por la junta general de esta orden convocada en Bastia el 18 de mayo de 1789."

Los cuadernos de quejas  (en francés: Cahiers de doléances) fueron unos memoriales o registros que las asambleas de cada circunscripción francesa encargada de elegir a los diputados en los Estados Generales rellenaban con peticiones y quejas. Aunque ya se usaban desde el siglo XIV, los más famosos son los redactados en mayo y junio de 1789, por su importancia en la Revolución francesa. 

## Historia

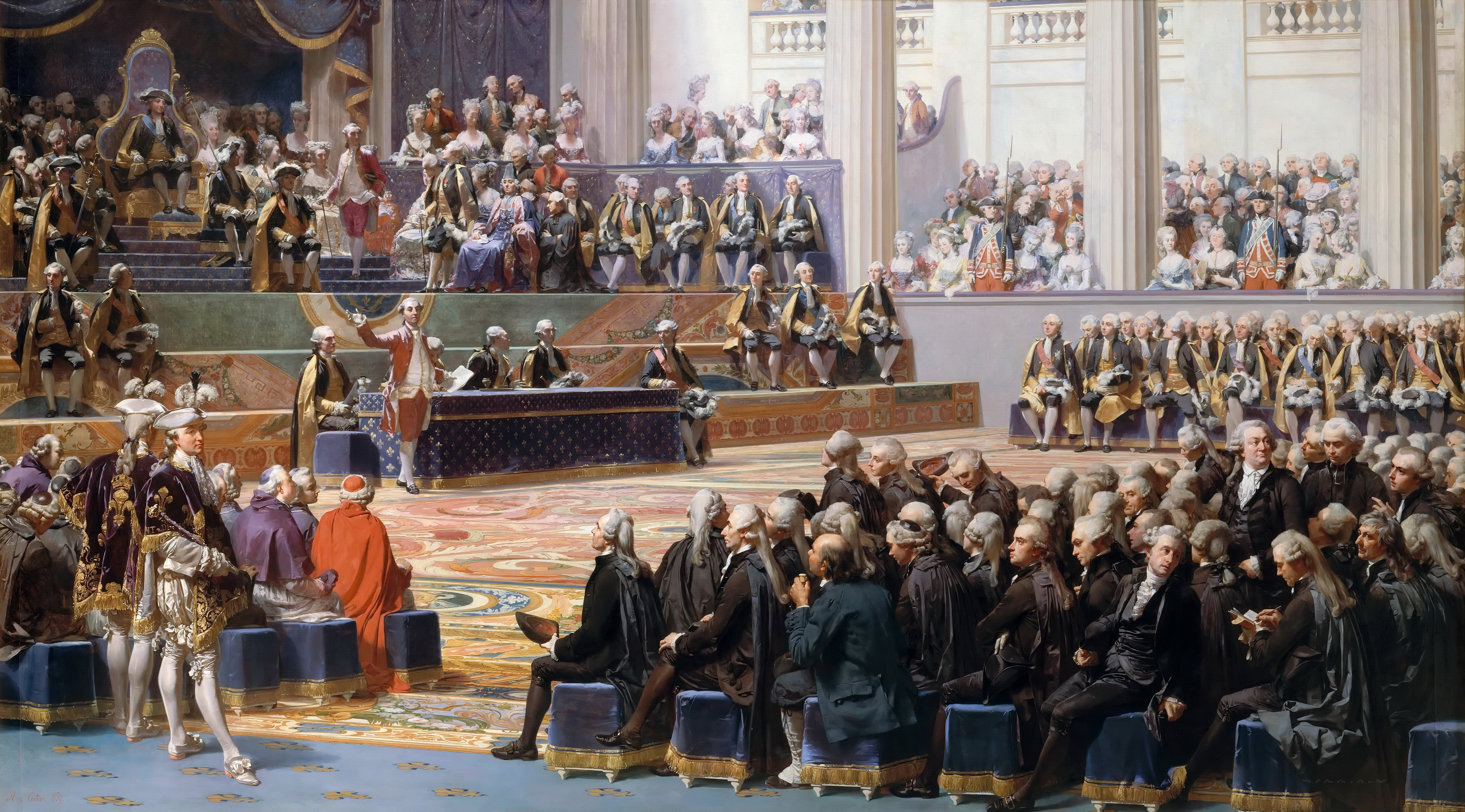
Louis-Charles-Auguste Couder, Apertura de los Estados Generales, 5 de mayo de 1789 Versalles.

En la Francia del Antiguo Régimen, los cuadernos de quejas eran los registros en los que se anotaban deseos y demandas de las aspiraciones de los habitantes del reino. En estos documentos se apuntaban las consideraciones y quejas dirigidas al rey por los estados generales o provinciales y servían de base para redactar el orden del día de las reuniones que mantenían los diputados en las asambleas de los Estados Generales.

## Proceso de elaboración
Los cuadernos de quejas eran de dos tipos: los que se redactaban en parroquias y gremios y los redactados en las bailías (división territorial anterior a los departamentos) que pasaban directamente a los Estados Generales.

## Revolución francesa
La crisis económica de 1788 provocada por la destrucción de la mitad de la cosecha a causa de las condiciones meteorológicas adversas precipita los acontecimientos que venían gestándose desde mucho tiempo atrás. La competencia industrial de Inglaterra, la oposición de los nobles a la limitación de impuestos abusivos sobre el pueblo y el creciente enfrentamiento entre poderes locales y autoridad central fuerzan al rey Luis XVI a convocar los Estados Generales que no se celebraban desde principios del siglo XVII - la última reunión había sido convocada por Luis XIII en 1614- y dio orden de que se recogiesen las demandas de sus súbditos y sus propuestas de reforma, para iniciar el debate cuando los estamentos del reino se reuniesen en Versalles en mayo de 1789.
Los cuadernos redactados por los nobles y el clero reflejaban su intención de continuar manteniendo sus privilegios, aunque también eran conscientes de la injusticia del sistema fiscal y en algunos casos criticaban la monarquía absoluta. En los cuadernos del Tercer Estado redactados en su mayoría por representantes de la burguesía se plantearon mayores críticas a la estructura del Antiguo Régimen y surgieron las demandas de libertad de expresión, libertad económica, eliminación del régimen feudal y sus abusos, igualdad ante la ley y la doble representación en los Estados Generales. 

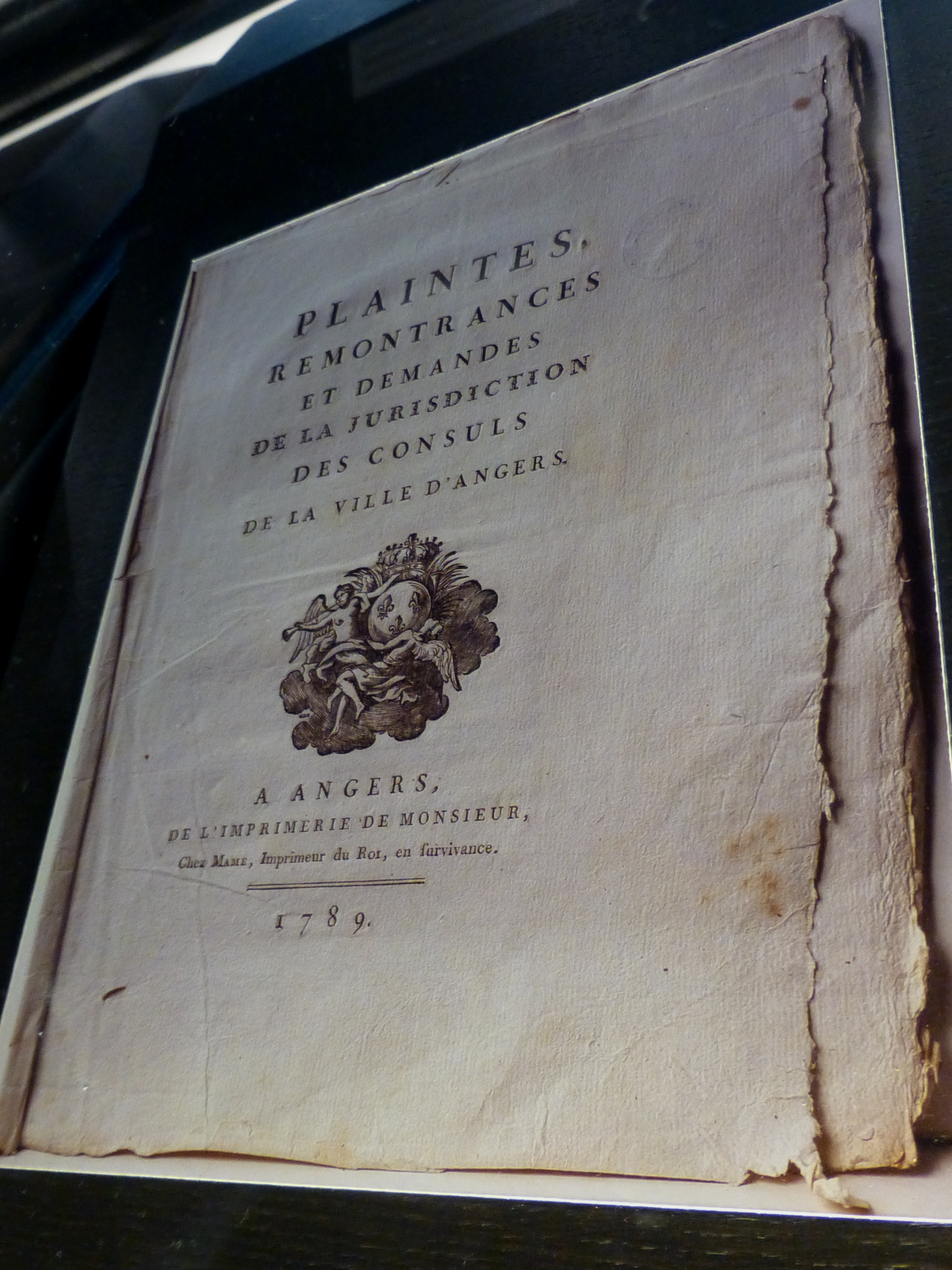
Cuaderno de quejas Angers, 1789, Musée des Beaux-Arts. "Quejas, protestas y solicitudes de la jurisdicción de los cónsules de la ciudad de Angers"

En el análisis histórico, los cuadernos de quejas para los Estados Generales de 1789 han sido un importante documento para conocer las demandas de la época y la posición de cada estamento. Las reivindicaciones de igualdad ante los impuestos y ante la ley defendidas por la burguesía serán las triunfadoras de la Revolución francesa.
También las mujeres, excluidas de la Asamblea General, vieron en los cuadernos de quejas la posibilidad de hacer escuchar su voz en la reivindicación de igualdad de derechos. 

### Cuadernos del clero
Pedían la protección del Rey para mantener junto a él, el tradicional orden que se creía el único y justo. Se sentían amenazados (sobre todo en las poblaciones rurales que veían como eran “invadidas” por las ideas llegadas en panfletos de la ciudad) ante unos nuevos e inciertos tiempos y por esto mismo declaraban la necesidad de reformas administrativas y judiciales de igual signo que las propugnadas por los nobles.

### Cuadernos de la nobleza
Se mostraban dispuestos a realizar algunas concesiones hacia determinadas reformas fiscales pero mantenían su apego a los privilegios sociales y políticos. En el marco político defendían el recorte de las prerrogativas de la monarquía absoluta y de los ministros. Apelaban a un legislativo que recortara los poderes de éstos y donde ellos tuvieran un papel principal. En algunos ejemplos recuerdan al modelo bicameral inglés. En esto último coincidirían con los redactados por el Tercer Estado.

### Cuadernos del Tercer Estado
Los analistas de la documentación observan diferencias entre los cuadernos de quejas según las zonas donde fueron redactados. En las zonas rurales el problema constitucional pasa casi inadvertido y se centran en las quejas sobre abusos de los derechos feudales, en la recaudación de impuestos, del diezmo y de las quintas de soldados para el ejército real. En las ciudades se recoge más abiertamente el pensamiento de la burguesía expresando el deseo de reformas estructurales. Se exigía libertad de palabra, reunión y comercio y la igualdad civil entre los tres estados.
Los cuadernos de la burguesía y los campesinos se quejaban principalmente de los privilegios financieros de los otros dos estados, que estaban exentos de varios impuestos, y reclamaban el poder exigiendo el fin de la división de la sociedad en órdenes (considerando a la burguesía como el estado más representativo). Reclamaban que en los Estados Generales existiera una sola asamblea donde se votase por cabeza y no por estamento. Defendían una nueva Constitución política para Francia.
En muchos cuadernos se evoca una estructura constitucional en la cual el poder legislativo fue confiado a la nación (que a menudo el tercer estado se identificaba a sí mismo) en conjunto con el rey, y el poder ejecutivo al soberano.
El 27 de julio de 1789 el Conde de Tolosa leyó un resumen de las quejas plasmadas en los Cahiers de doléances ante la Asamblea Constituyente. La lectura de estos documentos muestra claramente la exasperación del mundo agrícola debido al acoso sufrido y las desigualdades en la distribución de impuestos:

"Los habitantes de la comunidad piden que la nación francesa no pueda ser gravada excepto por su consentimiento, y que se supriman los impuestos arbitrarios que oprimen al pueblo, que los tributos que se reconozcan como indispensables se distribuyan a todos los ciudadanos sin distinción."

## Cuadernos de quejas de las mujeres
El reglamento real del 24 de enero de 1789 para la convocatoria de los Estados Generales fue interpretado por muchas mujeres como susceptible de ser interpretado a favor de su participación política. Los artículos IX, X y XX preveían la participación de todas aquellas mujeres que formaran parte de una comunidad, laica o religiosa, que tuvieran bienes propios, que fueran viudas o que fueran menores con título de nobleza; pero sobre todo se basaron en el artículo II: 
"Tendrán derecho a asistir a las Asambleas de las parroquias, villas y ciudades todos los habitantes que formen parte del Tercer Estado, nacidos franceses o naturalizados, desde la edad de 25 años residentes y que paguen impuestos, para participar en la redacción de cuadernos y en la elección de diputados". 
Como el término "habitante" no era acompañado de ninguna especificación del género, la ambigüedad fue aprovechada por las mujeres del Tercer Estado para participar en la operación electoral y en la redacción de los cuadernos de quejas y reclamaciones, sin embargo en muchos lugares de Francia las mujeres verán impedido su acceso a las Asambleas.
Se demostró así que la discriminación por sexo trascendía las barreras sociales y situaba en cierta forma a las mujeres de la aristocracia, las órdenes religiosas, de la burguesía y del campesinado en el mismo grupo, señala la investigadora y filósofa Alicia Puleo: "Esta decepción, matizada todavía por una cierta confianza en la posibilidad de hacer oír su voz, es perceptible en los cuadernos de reclamaciones redactados por mujeres. (...) En ellos se expresa no ya una voluntad particular de alguna mujer ilustrada capaz de superar los condicionamientos de su época, sino los deseos de cambio compartidos por el colectivo de mujeres".

### Peticiones
Las reivindicaciones de las mujeres se refieren mayoritariamente a los problemas con los que se enfrentan en el día a día: falta de educación, cuestiones de moralidad en las costumbres, derecho a ejercer una profesión, protección de los trabajos femeninos (costureras, bordadoras...).
"ser instruidas, poseer empleos, no para usurpar la autoridad de los hombres, sino para ser más estimadas; para que tengamos medios de vivir al amparo del infortunio (...). Os suplicamos, Señor, que establezcáis escuelas gratuitas en las que podamos aprender los principios de nuestra lengua, la religión y la moral (...) Pedimos salir de la ignorancia, dar a nuestros hijos una educación acabada y razonable para formar siervos dignos de serviros".
Apenas se plantean reivindicaciones políticas porque tampoco hay muchas mujeres conscientes de su importancia. Las mujeres de Provence protestan en 1789 por su exclusión en la composición de los Estados Generales. Los diputados respondieron entonces a sus reivindicaciones: ¿no son acaso ellos diputados de todos y por tanto también de las mujeres? A través de un cuaderno de quejas una burguesa ilustrada que se escondía bajo el nombre de "madame B.B." desde Caux, Normandía, responde: 
"Estando demostrado con razón que un noble no puede representar a un plebeyo (...) las mujeres sólo pueden estar representadas por tanto por otras mujeres"